# Matthew Tuck
Matthew Tuck, detto Matt (Bridgend, 20 gennaio 1980), è un cantante e chitarrista britannico, fondatore e frontman della band metalcore Bullet for My Valentine.

## Carriera
Matt oltre alla chitarra suona anche altri strumenti come la batteria, tastiera e armonica a bocca. Prima ancora di unirsi alla band Bullet for My Valentine, lavorava in un Virgin Megastore.
Nel 2007 ha contratto una laringite che lo ha portato ad operarsi a giugno, ma poiché gli fu imposto dal medico personale un periodo di riposo, è stato costretto insieme alla band a cancellare molti concerti o a chiedere supporto ad altre band. Matt riuscì comunque a registrare il secondo album della band, Scream, Aim, Fire, in tempo, ma sacrificando un po' la qualità della voce in alcune canzoni. Infatti l'EP Road to Nowhere ripropone 5 canzoni già presenti nell'album (alcune solamente nella Deluxe Edition) con miglioramenti anche sostanziali (soprattutto per il pezzo Ashes of the Innocent) in questo campo. Nel 2011, Matthew Tuck dà il via ad un suo personale side project, creando la band metalcore nota come AxeWound.
Oltre al frontman dei Bullet For My Valentine, la band comprende anche Liam Cormier (già voce dei Cancer Bats), il chitarrista Mike Kingswood, il bassista Joe Copcutt e il batterista Jason Bowld (che entrerà nei Bullet For My Valentine nel 2017). Nel 2012 la band pubblica il suo primo album: Vultures, anticipato dai singoli Post Apocalyptic Party, Cold e Exorchrist.

## Collaborazioni
Matt ha collaborato con Max Cavalera, l'ex leader dei Sepultura, nella canzone Repressed degli Apocalyptica.
Occasionalmente accompagna anche M. Shadows, frontman e cantante degli Avenged Sevenfold, gruppo con cui i Bullet for My Valentine hanno ottimi rapporti, nell'esecuzione di Walk, cover della canzone dei Pantera, ed in alcuni live.
Ha cantato in live insieme ai Funeral for a Friend, una band originaria di Bridgend come i Bullet for My Valentine, in alcuni loro brani come This year's most open heartbreak.
Inoltre ha collaborato con Gabriel Garcia, frontman dei Black Tide nella canzone Ashes che si trova nell'album di questi intitolato Post Mortem, uscito nell'estate del 2011. Matt ha cantato questo brano con i Black Tide anche sul palco dell'Uproar Festival tenutosi a Washington il 1º ottobre 2011

## Influenze
L'influenza principale per Matt Tuck è stata la band thrash metal Metallica, come testimoniano le cover, eseguite dai Bullet for My Valentine, di Welcome Home (Sanitarium) e Creeping Death. Scoprì i Metallica a 12 anni tramite MTV e i riff della canzone Enter Sandman lo ispirarono alla carriera di musicista. Tuttavia ha citato altri gruppi e artisti come Mötley Crüe, Ozzy Osbourne, Zakk Wylde, Black Label Society, Pantera, Iron Maiden, Judas Priest, Trivium e Megadeth.

## Vita privata
Matt ha avuto il primo figlio il 25 marzo 2010, Evann, dalla sua fidanzata Charlotte "Charly" Beedell, con la quale è fidanzato da ottobre 2005. Il 7 settembre 2013, i due convolano a nozze.

## Equipaggiamento

### Chitarre
- Jackson Randy Rhoads RR1T - Black
- Jackson Randy Rhoads RR3 USA Custom Shop w/ Reverse Headstock
- Jackson Randy Rhoads RR1 (white w/ black pinstripes)
- Jackson Randy Rhoads RR5 Pro series
- Gibson Flying V Guitar
- Bc Rich Matthew Tuck signature
- Rotosound Strings (.010, .013, .017, .030, .042, .056)
- Guitar Tuning: Drop C (low to high: C-G-C-F-A-D)
- Seymour Duncan JB Pickups (ponte)
- Seymour Duncan Jazz Pickups (manico)

### Effetti, Controlli e Processori
- Ibanez TS-9 Tube Screamer
- 2x Boss NS-2 Noise Suppressors
- Boss TU-2 Chromatic Tuner
- Peavey Channel Switcher
- Morley Bad Horsie Wah

### Amplificatori
- 2x Mesa Engineering 4x12 Stiletto Traditional Slant Cabinets
- 2x Peavey 6505 Heads in Rack Case (Exra Head is for backup)

### Wireless/Radio
- Sennheiser EW300 Wireless Unit